# Jacques Cartier (bâtiment de transport)
Pour les articles homonymes, voir Jacques Cartier (navire) et Jacques Cartier (homonymie).
Le Jacques Cartier était un bâtiment de transport léger aussi appelé BATRAL (BAtiment de TRAnsport Léger) français de la Marine nationale, mis sur cale le 9 octobre 1981 et admis au service actif le 28 septembre 1983. Son indicatif visuel est L9033. Il était basé à Nouméa jusqu'au 19 avril 2013, date de son rapatriement afin d'être retiré du service en juillet 2013. Il est baptisé du nom de l'explorateur et navigateur français Jacques Cartier, Il fut amarré au port de Brest dès son désarmement en 2013 dans l'attente de son départ vers son lieu de démantèlement à Gand, en Belgique, qui a eu lieu début septembre 2016.

## Utilisations
Le Jacques Cartier était un bâtiment essentiellement utilisé pour le service public et l'aide humanitaire 
-  «Opération Santal» : Transport de matériels pour des ONG à Dili suite au troubles de l'indépendance du Timor (1999-2000)